# Shock (Tesla)
Shock è il nono album in studio del gruppo musicale statunitense Tesla, pubblicato l'8 marzo 2019 dalla Universal Music Group.

## Tracce
1. You Won't Take Me Alive – 3:34 (Phil Collen, Frank Hannon)
2. Taste Like – 3:11 (Collen, Brian Wheat)
3. We Can Rule the World – 4:14 (Collen, Wheat)
4. Shock – 3:36 (Collen, Wheat, Dave Rude)
5. Love Is a Fire – 3:30 (Collen, Hannon)
6. California Summer Song – 2:57 (Collen, Hannon)
7. Forever Loving You – 3:42 (Collen, Hannon, Jeff Keith)
8. The Mission – 4:03 (Collen, Rude)
9. Tied to the Tracks – 3:28 (Collen, Hannon, Rude)
10. Afterlife – 4:39 (Collen, Wheat, Rude)
11. I Want Everything – 3:25 (Collen, Wheat, Keith)
12. Comfort Zone – 3:48 (Collen, Wheat, Rude)

## Formazione
Gruppo
- Jeff Keith – voce
- Frank Hannon – chitarre, mandolino, cori
- Dave Rude – chitarre, cori
- Brian Wheat – basso, pianoforte, cori
- Troy Luccketta – batteria

Altri musicisti
- Phil Collen – produzione, chitarre, cori